# خانه انصاری (بم)
خانه انصاری  مربوط به دوره قاجار است و در بم، چهارراه بوعلی، کوچه انصاری واقع شده و این اثر در تاریخ ۱۱ مهر ۱۳۵۶ با شمارهٔ ثبت ۱۴۹۵ به‌عنوان یکی از آثار ملی ایران به ثبت رسیده است.